# 高輪Gateway站
{{日本車站資訊
|公司色 = green
|站名 = 高輪Gateway站
|圖片 = Fully opened Takanawa Gateway Station 03.jpg
|圖片說明 = 站房（2025年4月）
|日文原名 = 高輪ゲートウェイ
|平假名 = たかなわげーとうぇい
|羅馬拼音 = Takanawa Gateway
 TGW 
|電報略號 = 
|line = 东海道本线
|所在地 =  日本東京都港區港南二丁目1番220號
|坐標 =35°38′7.8″N 139°44′26.52″E / 35.635500°N 139.7407000°E
|車站構造 = 地面車站
|architect=隈研吾
|月台配置 = 2面4線
|啟用年月日 = 2020年（令和2年）3月14日 
2024年度（令和6年） 正式開業
|乘客人數 = 11,110
|統計年度 = 2023
|轉車 = A07 泉岳寺站
（都營地下鐵淺草線、京濱急行電鐵京急本線）
|備註 = [[File:JR area KU.svg|15px|[]]東京山手線內、東京都區內車站
|services = 
| 上一站                | JR東日本 | JR東日本                                                 | JR東日本 | 下一站                |
| --------------------- | -------- | -------------------------------------------------------- | -------- | --------------------- |
| 品川JK 20 0.9km往橫濱 |          | 京濱東北線（東海道線） JK21 距離東京5.9km 距離大宮36.2km |          | 田町JK 22 1.3km往大宮 |
| 品川JY 25 0.9km外環   |          | 山手線（東海道線） JY26 距離東京5.9km                    |          | 田町JY 27 1.3km內環   |

}}
高輪Gateway站（日语：／ takanawa gētowei eki */?）是位於日本東京都港區港南地區的東日本旅客鐵道（JR東日本）車站，啟用於2020年3月14日，有山手線、京濱東北線等兩條路線经停。车站在再開發計劃展開時曾暫名「品川新站」，是山手线时隔49年来设置的新站。

## 停靠路線
該站在線路名稱上屬於東海道本線電車線，以運行系統而言則屬於京濱東北線、山手線等2個路線。該站也是JR特定都區市內制度內「東京都區內」及「東京山手線內」範圍車站。
本站三碼車站編號為「 TGW 」。
- 京濱東北線：行駛於電車線的東海道本線、東北本線近距離電車。從橫濱站直通根岸線。 - 車站編號「JK 21」
- 山手線：行駛於電車線的環狀路線。 - 車站編號「JY 26」

## 歷史

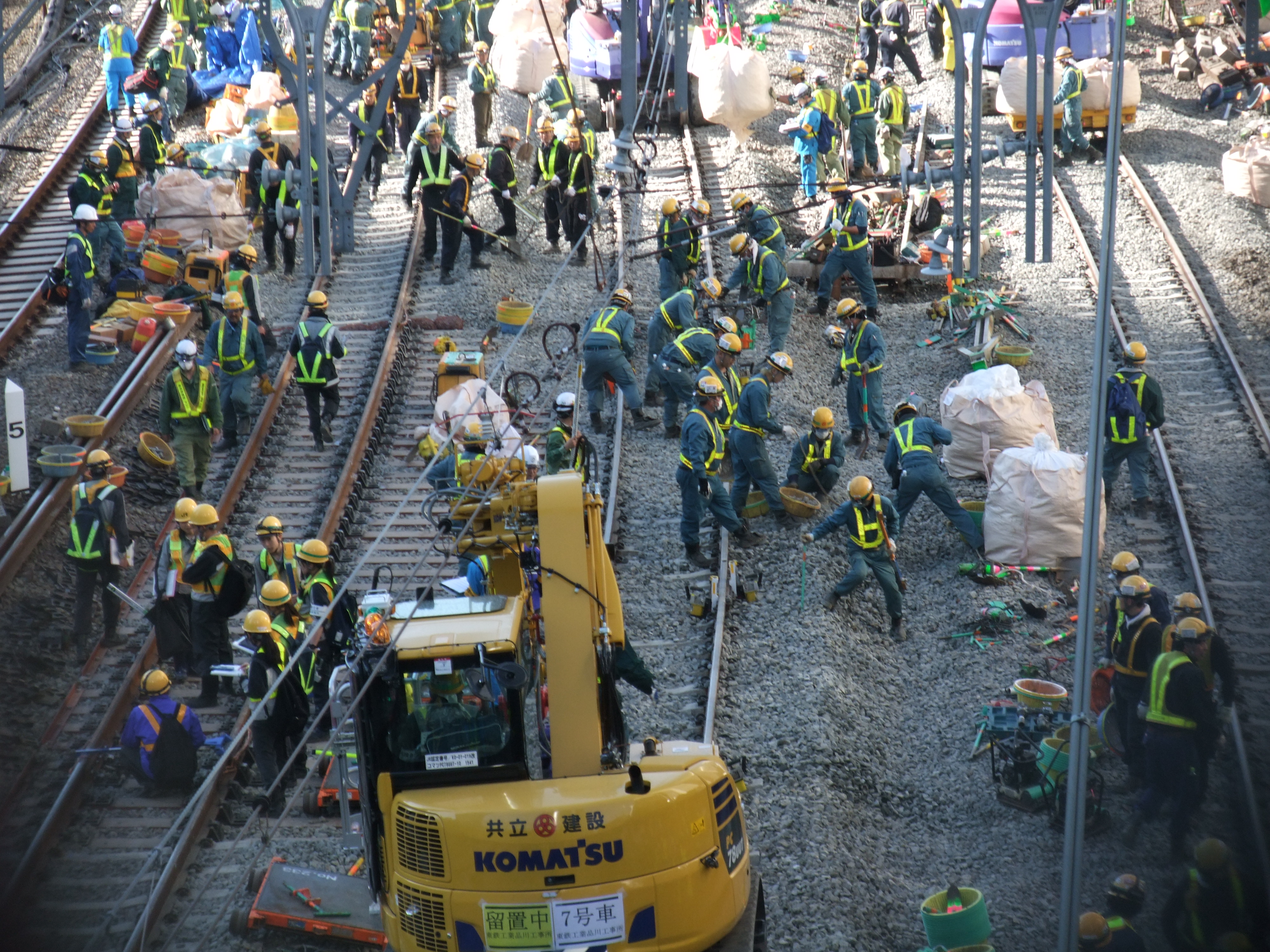
2019年11月16日实施的拨线工程

2014年6月3日，JR東日本宣布將在距田町站約1.3公里，品川站約0.9公里處建設新車站，並計劃趕在2020年東京奧運、帕運實現暫定開業。車站用地中有20公頃是取自東京綜合車輛中心田町中心用地（其中13公頃是通過使用舊田町車輛中心，以及重劃列車停留場所而獲得的再開發用地）。新車站位於泉岳寺站東南約300米處，是山手線自1971年西日暮里站開業以來再次設站，也是京濱東北線自2000年開業埼玉新都心站以來再次設立新站。
2016年9月6日，JR東日本發布了該站的發展大綱，並將該站定位為品川再開發計劃「Global Gateway品川」的核心設施。2017年2月10日，JR東日本開始了該站的施工。
JR東日本在2018年6月5日至6月30日公開募集該站的站名。這也是JR東日本首次公開募集車站名稱。2018年8月29日，JR東日本對媒體公開了該站的建設現場。2018年12月4日，JR東日本宣布將該站名稱定為「高輪Gateway」，名稱是來源於「此地自古便有街道通過，是古代江戶的玄關口」。
2019年11月16日，山手线及京滨东北线所属的东海道本线股道通过拨线接入該站，为此山手线大崎站到上野站區間、京濱東北線品川站到田町站區間停駛，为JR成立来首次因工程原因停运列车。
該站於2020年3月14日开通运行。車站啟用後，車站周邊區域的再開發工程持續進行，2025年3月27日，高輪Gateway City第一期正式開幕，標誌著本站全面開業。

### 車站命名
根據日本中學生娛樂門戶網站ing在澀谷訪問100位女高中生的「JR山手線第30個車站站名調查」調查結果顯示，排名第一的是「新品川站」，其次是「SPACE STATION」。另外，根據JTown Net的網路問卷調查結果，739票當中得票第一為「高輪」、次名為「芝浦」、第三為「泉岳寺」。
2018年6月，JR東日本が進行站名徵選，共募得64,052票、13,228種站名。第一名為「高輪」（8,398票），第2名為「芝浦」（4,265票），第3名為「芝濱」（3,497票），第4名為同票的「新品川」與「泉岳寺」，皆為2,422票。然而，官方採用的正式站名是排名第130、僅36票的「高輪Gateway」。
同年12月4日新站站名公布後各界褒貶兩極。線上連署網站「Change.org」也發起撤回站名連署運動，至2019年1月為止共募集47,930人連署，並由專欄作家能町岑子、地圖研究家今尾惠介、國語辞典編纂者飯間浩明遞交給JR東日本。對此，JR東日本回答「暫時沒有改站名的打算」「比起變更站名，會更努力的傳遞」。JR東日本也表示「此地自古以來作為通往江戶的街道玄關口「高輪大木戶」(Gateway) 而發展，選擇這個站名是希望繼承歷史，並繼續作為交流據點發揮作用，將其作為連結過去與未來、日本與世界以及許多人的節點，引領整個城市的發展」。車站周邊的再開發地區也命名為「Global Gateway品川」。
有网友以此为契机，制作了全部采用“高轮Gateway”式命名的所谓“山手首都环状线”（山手メトロポリタンループライン）路线图的山手線表情包，圖中所有車站均仿照高輪Gateway變成日文混雜英文命名，例如秋叶原站被改名为“秋叶原Electronica”（秋葉原エレクトロニカ）、田端站被改名为“田端Nothing”（田端ナッシング）等。
在中国大陆社交媒体微博上，新站名同样获得了非常多的批评声。Gateway同時也是IT术语，因此有網友將該站翻譯為「高輪閘道器站」。

### 年表
- 2014年（平成26年）6月3日：JR東日本發表新站設置計畫[21]。
- 2016年（平成28年）9月6日：發表車站概要。本站為品川再開發計畫「Global Gateway品川」的中核設施[18]。
- 2017年（平成29年）2月10日：工程動工[5][6]。
- 2018年（平成30年）
  - 6月5日 - 6月30日：進行站名公開招募[48][49]，是JR東日本首次[49]。
  - 6月17日：京濱東北線南行線路切換工程，南行（橫濱方向）線路通過新站預定地[50]。
  - 12月4日：站名決定為「高輪Gateway站」[27]。
- 2019年（令和元年）
  - 11月16日：新站前後區間的山手線與京濱東北線停駛，品川站實施車站改良與線路切換工程[20][51]。切換後京濱東北線北行（東京站方向）與山手線電車通過站內用地[20][51]。
  - 12月13日：東日本旅客鐵道登錄商標「高輪Gateway」（第6206454號）。
- 2020年（令和2年）
  - 3月14日：暫定開業[8][9][52]。開業紀念活動因COVID-19疫情而中止[53][52][54]。
  - 3月23日：站內商業設施開店[55][56]。站內共享辦公室「STATION WORK」的電話亭型「STATION BOOTH」開設[57][58]。
  - 10月1日：獲得2020年度「好設計獎」[13]。
- 2025年（令和7年）3月27日：車站相鄰的高輪Gateway City（TAKANAWA GATEWAY CITY）第一期（THE LINKPILLAR 1 南北兩棟）正式開幕。[29]發車音樂也隨之變更。

## 車站構造
高輪Gateway站是由品川站管理，站務委託給JR東日本車站服務的業務委託站。
站體為鋼骨結構的2面4線島式月台地面車站，由曾經手新國立競技場及澀谷站的建築師隈研吾操刀，以「站鎮一體」（駅まち一体）為設計核心，打造以車站為中心的21世紀城市設計典範案例。車站燈光設計則由建築照明設計師面出薰主理。為了傳遞「日本價值」，同時維持鐵路安全和高技術品質，透過以折紙為靈感的大屋頂、以障子為意象的塑膜、木等素材（部分橫梁與天花板采用來自東日本大震災災區的杉木）展現。為了實現開放的空間，能從大廳與月台確認天空的顏色與雲的流動，屋頂採用了可採光且阻熱的薄膜結構（ETFE薄膜）。加上在屋顶铺设发电用太阳能电板和小型风力发电机，可有效降低车站能耗。此外，幕牆使用玻璃製成，并由木制支架支撑，以增強與城市的空間連續性。
車站正面看板字體採用明體，褒貶不一。
車站建築為地上3層、地下1層，高約25公尺，長約120公尺；月台設於地面一樓，剪票口和出入口及活動廣場則是設於二樓、横跨京滨东北线和山手线月台。此外车站二樓和三樓有店鋪進駐。大堂中央設有約1000平方公尺的中庭，營造出視野開闊、便於乘客理解的空間。從2樓約300平方公尺的活動空間「鐵道露台」（鉄道テラス）可眺望月台與街道的人潮，以及車輛基地的電車。檢票口與站外人行天橋、商店現在僅完成田町站側的整備，品川站側預定在正式開業的2024年度進行整備。
JR東日本將本站視為次世代車站的實證試驗場地，以及新技術導入的展示場。目前站內已配置使用QR code的自動驗票閘門、人工智慧（AI）引導機器人、無人超商等。此外，QR code自動驗票閘門實證試驗於2020年9月15日 - 9月29日進行。月台照明選用了松下PLC自動調光調色系統，白天是白色，傍晚開始是燈泡色。付费区票口的刷卡处经特别设计，可使轮椅乘客更方便地通过。站内广播音量大小可根据人流量和环境噪音自动调节。

### 月台配置[69]
高轮Gateway站有4条股道、设有2座岛式站台。每座岛式站台和站厅付费区间设有3座自动扶梯、1台24人直梯和1台18人直梯连接。既有站台东侧为東海道本線列車線（东海道线）上行线。
| 月台 | 路線       | 方向 | 目的地               | 備註                    |
| ---- | ---------- | ---- | -------------------- | ----------------------- |
| 1    | 山手線     | 内環 | 東京、上野方向       | 可停靠20m級11輛編組列車 |
| 2    | 山手線     | 外環 | 品川、澀谷方向       | 可停靠20m級11輛編組列車 |
| 3    | 京濱東北線 | 北行 | 東京、上野及大宮方向 | 可停靠20m級11輛編組列車 |
| 4    | 京濱東北線 | 南行 | 蒲田、橫濱及大船方向 | 可停靠20m級11輛編組列車 |

（來源：JR東日本:車站構內圖 （页面存档备份，存于））

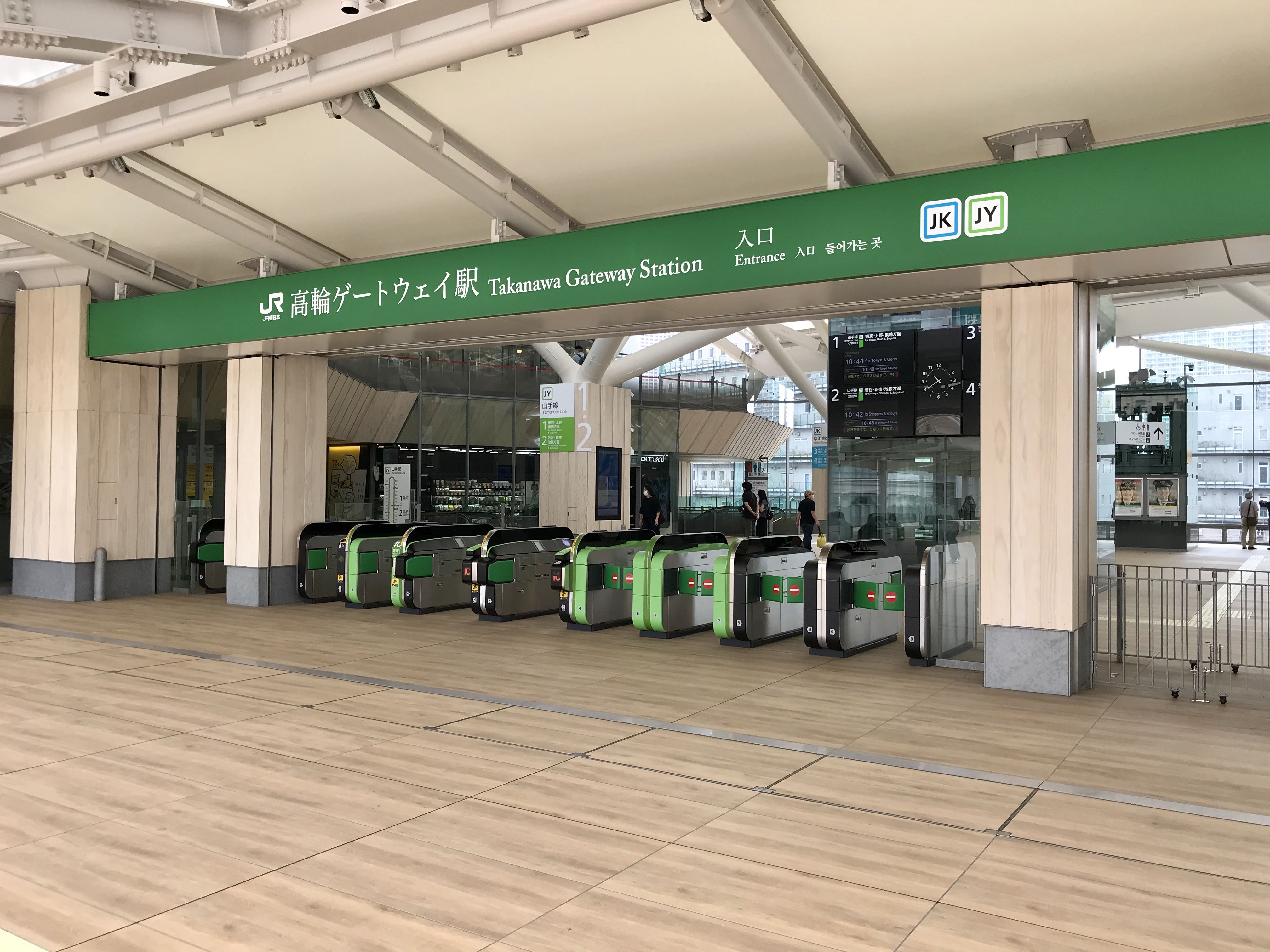
檢票口（2020年6月）
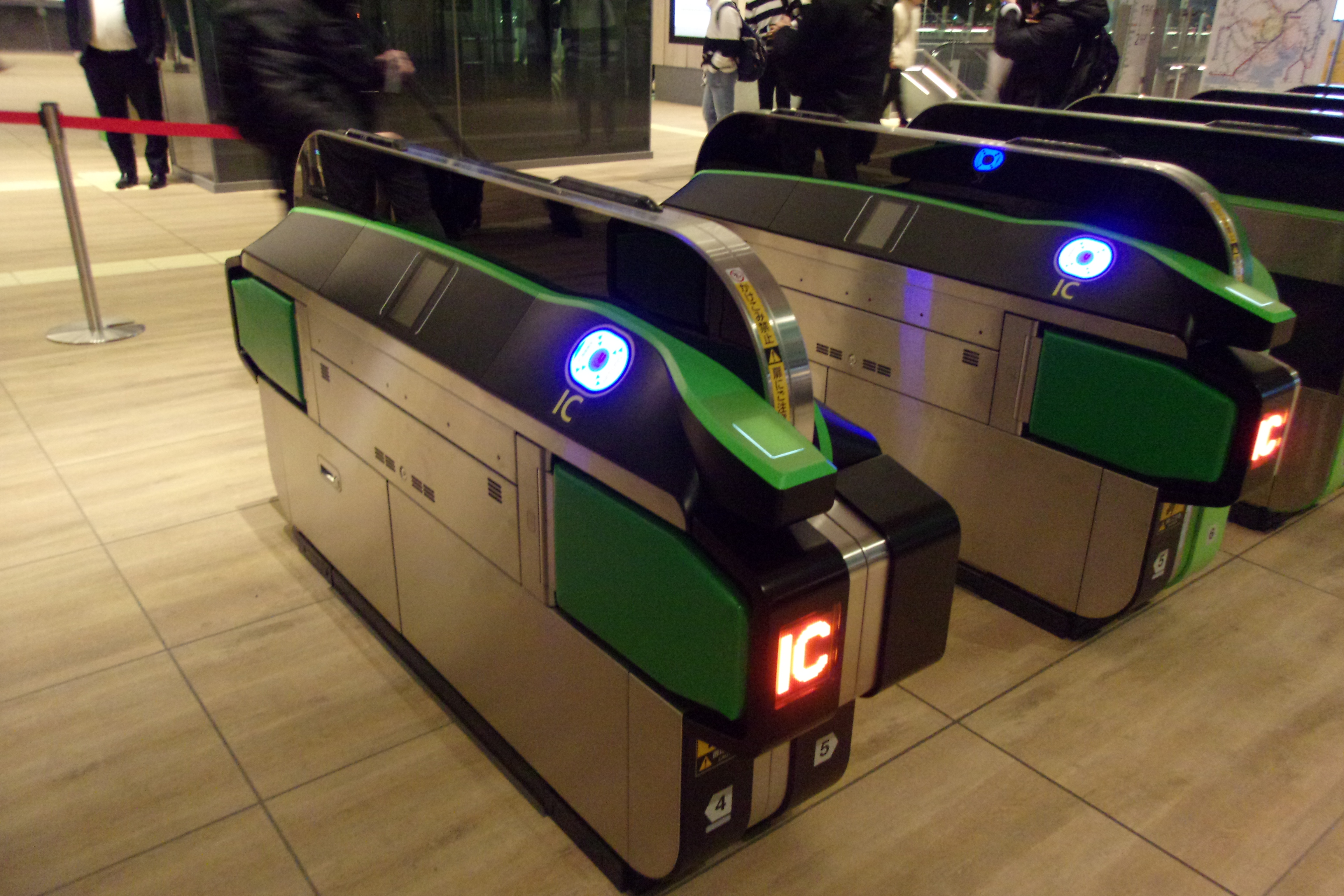
新型自動閘機
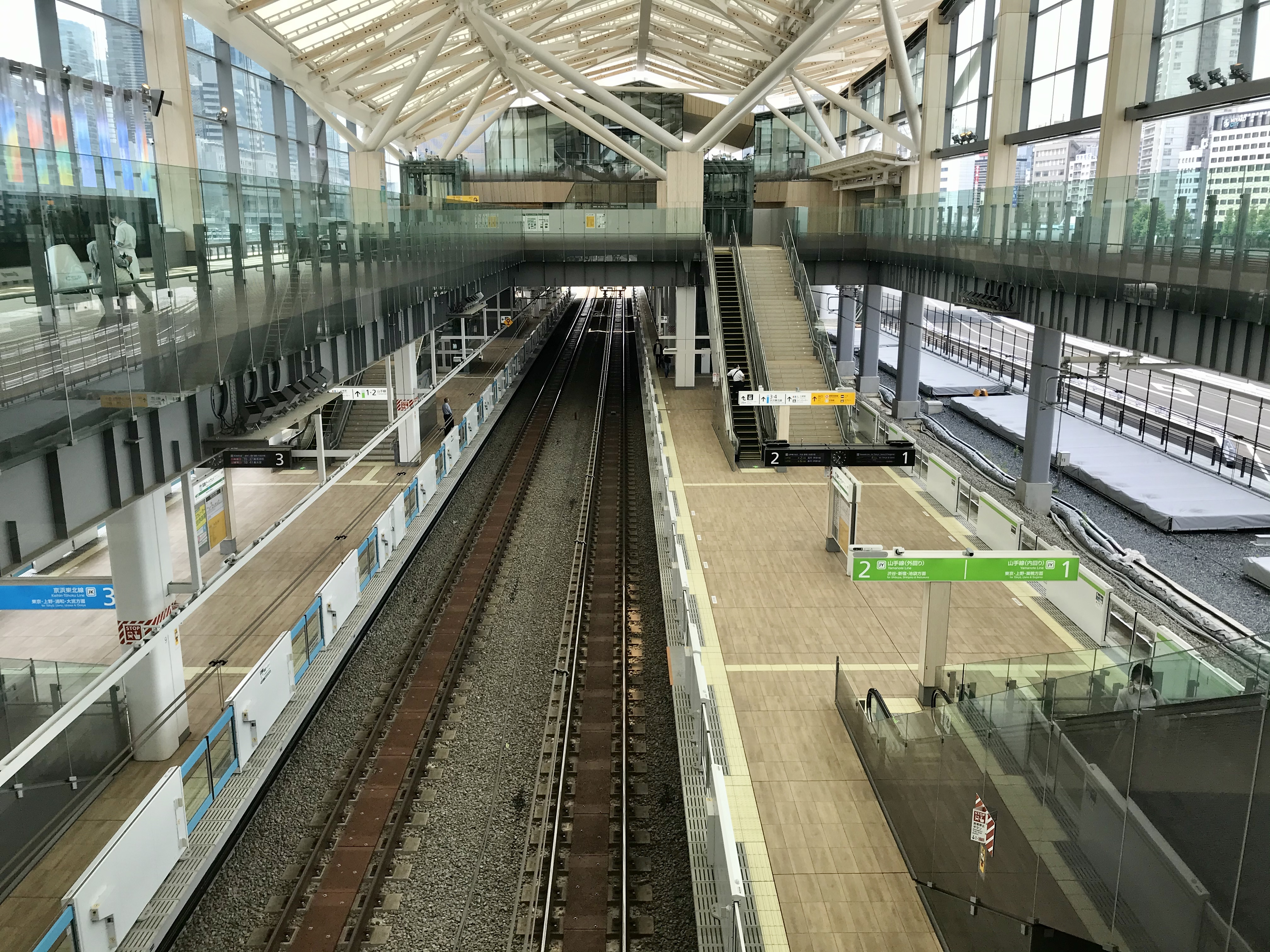
大廳望向1樓月台（2020年6月）
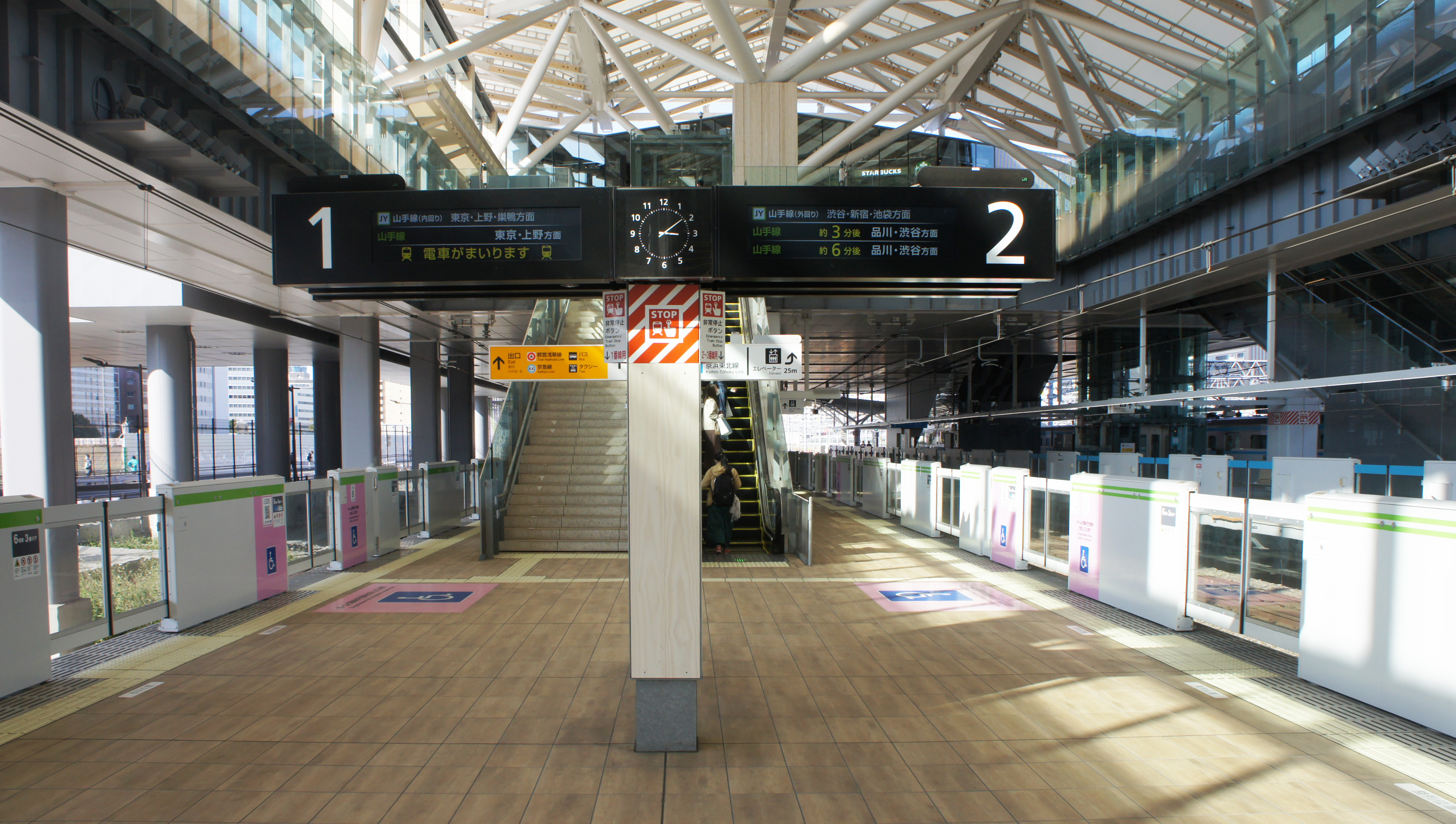
1、2番線月台（2021年4月）
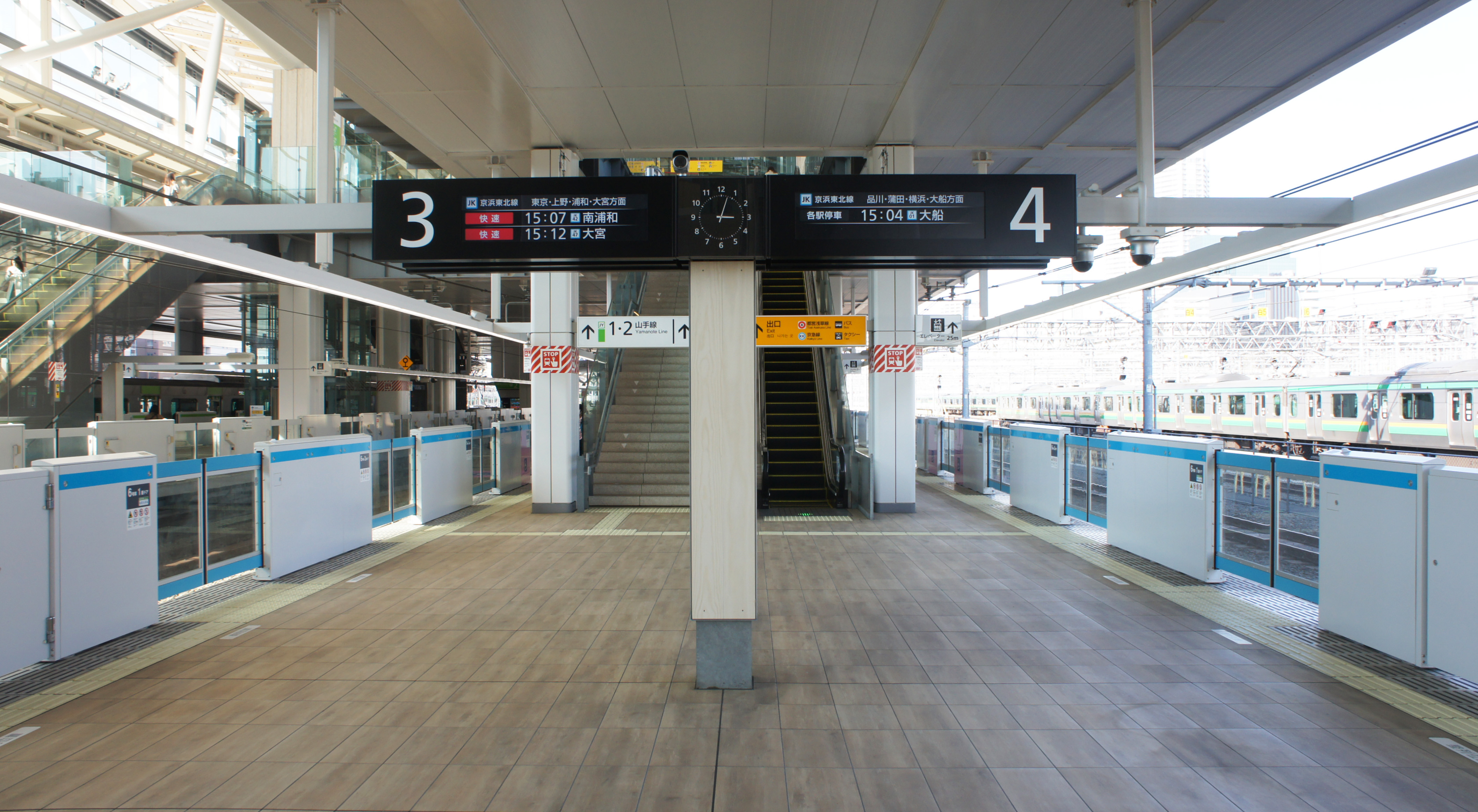
3、4番線月台（2021年4月）
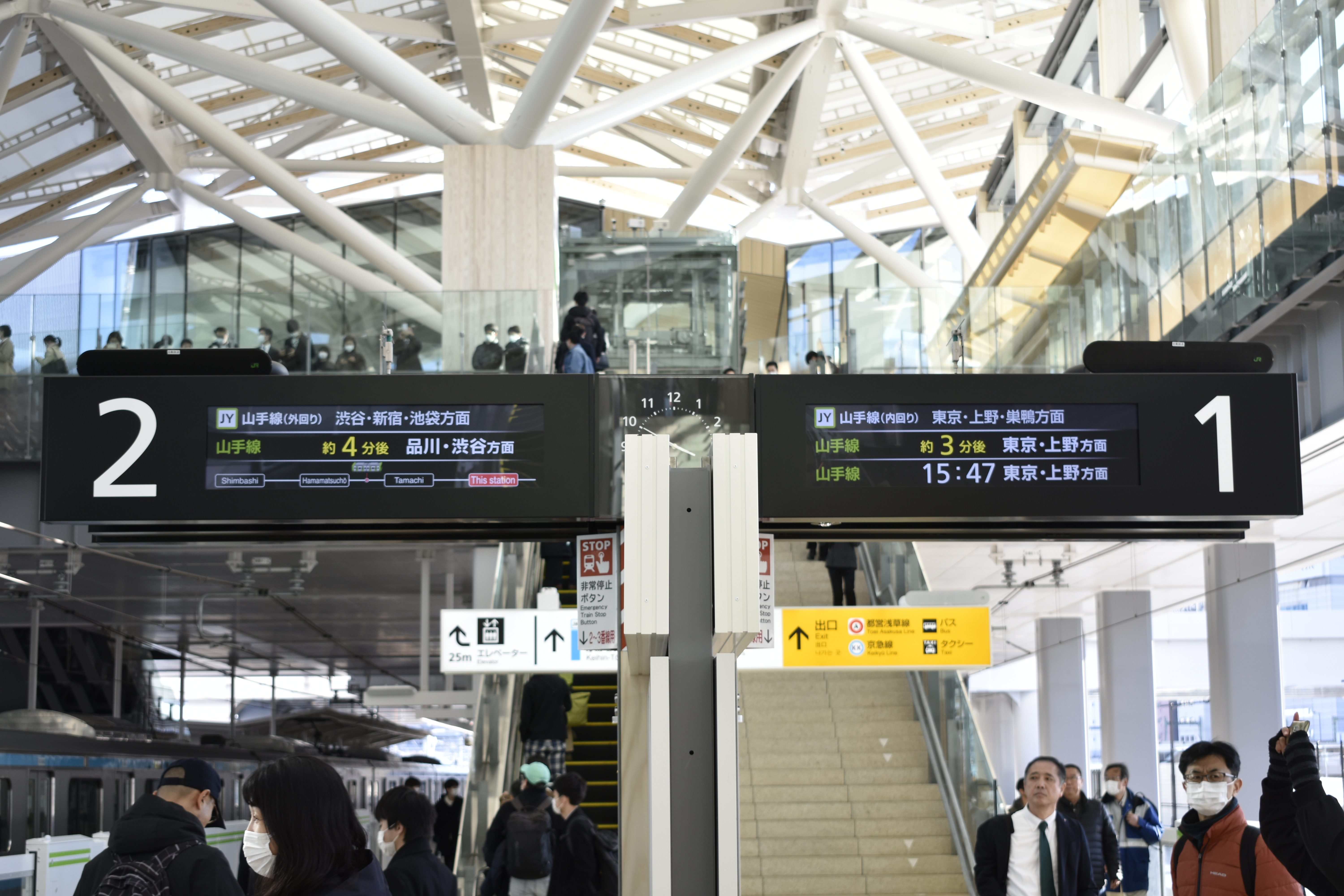
發車標（山手線）（2020年3月16日攝）
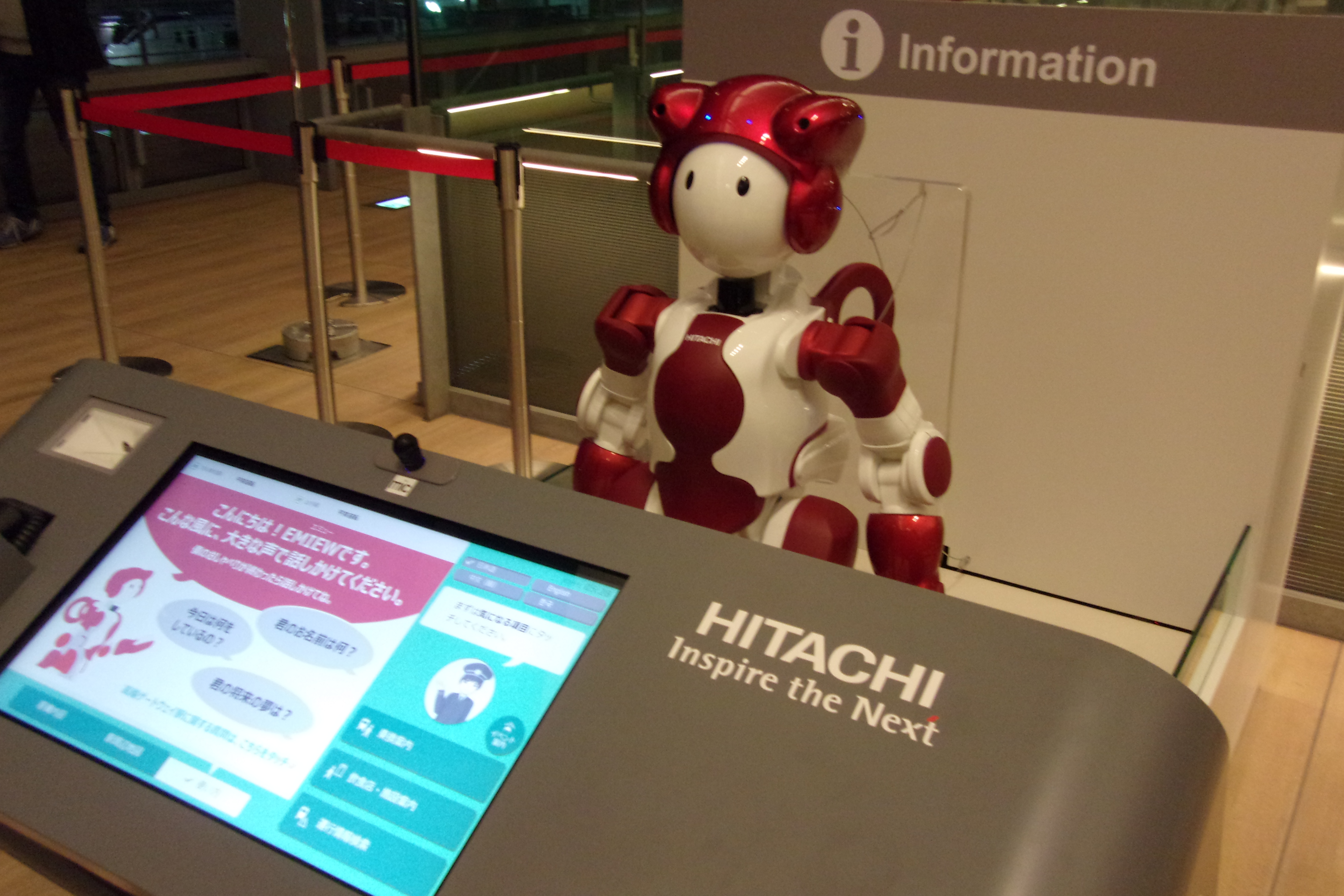
資訊機器人
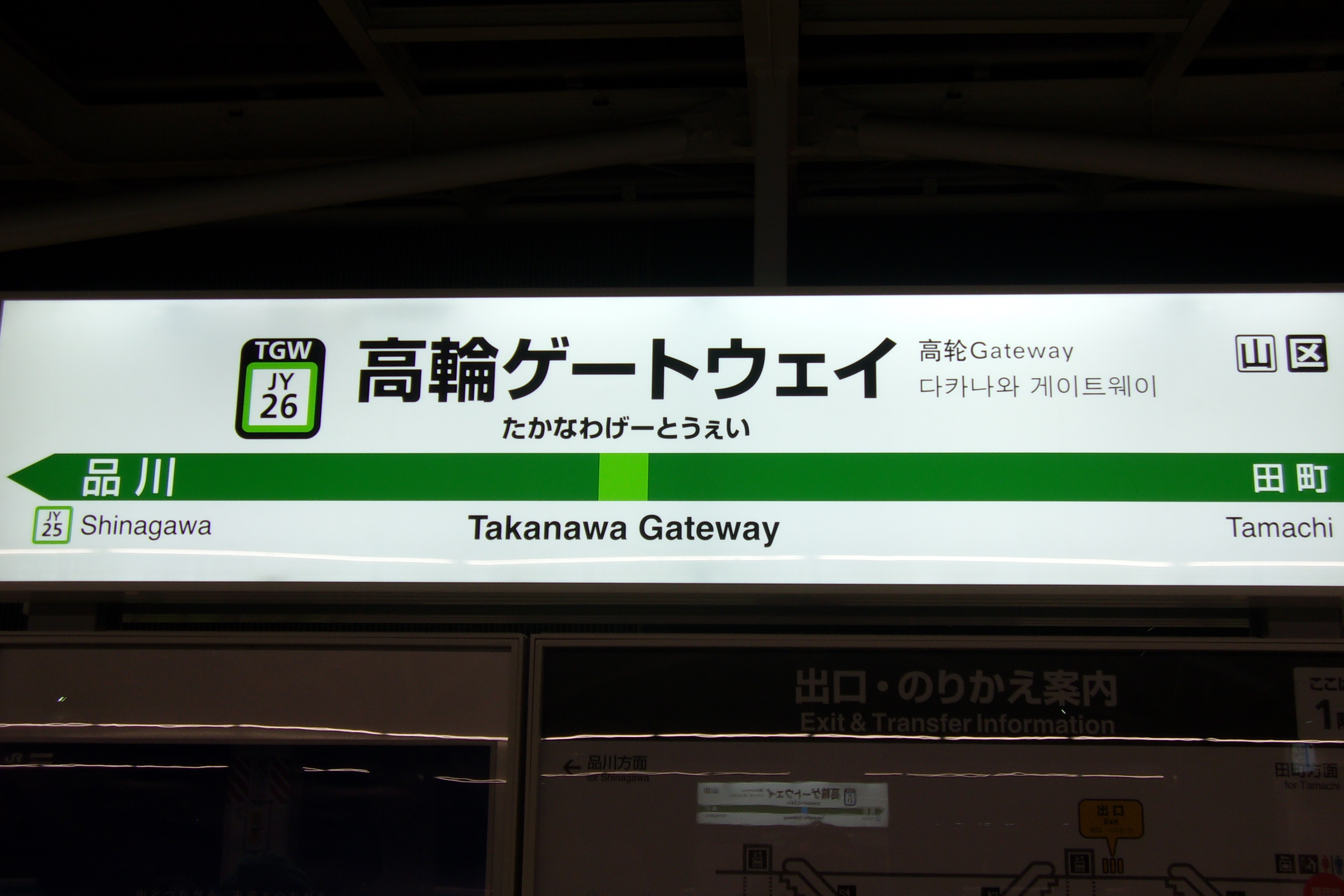
站牌（2020年3月14日）

### 發車音樂
車站最初用使用的是Switch音乐制作会社制作的发车音乐，但在2025年3月27日，隨著高輪Gateway City開業，改為使用高輪Gateway City的原創歌曲《Glorious Gateway -The Theme of TAKANAWA GATEWAY CITY-》（服部隆之作曲），且不同月台的編曲并不相同，1月台直接使用NHK交響樂團演奏的原版音源。

### 站內設施
- TOUCH TO GO - 人工智慧（AI）無人商店[55]。
- 星巴克高輪Gateway站店 - 附設站內共享辦公室「STATION WORK」電話亭型「STATION BOOTH」。此外，正在進行半包廂座位、無現金化等實證試驗。[55][58][註 9]。
- Partner Base Takanawa Gateway Station - 一般不公開，僅在機器人或個人運具的實證試驗期間開放[80]。

- TOUCH TO GO
- 星巴克高輪Gateway站店

## 利用狀況
2023年（令和5年）度1日平均上車人次為11,110人。是山手線最少的一站，在京濱東北線中也僅高於上中里站。在東京都區內JR車站中僅高於越中島站、上中里站、尾久站排名第四。
JR東日本原先預估開業第1年的1日平均上車人次可達2萬3,000人，但因COVID-19疫情影響，開業至2月底為止的上下車人次為362萬人，約為當初估計的20%，使用量低迷。
開業後每日平均上車人次變化如下。
| 年度               | 定期外 | 定期  | 合計   | 來源     | 來源     | 來源     |
| 年度               | 定期外 | 定期  | 合計   | JR       | 東京都   | 港区     |
| ------------------ | ------ | ----- | ------ | -------- | -------- | -------- |
| 2020年（令和02年） | 2,767  | 4,017 | 6,785  | [ JR 1 ] | [ 都 1 ] | [ 港 1 ] |
| 2021年（令和03年） | 2,815  | 5,051 | 7,867  | [ JR 2 ] | [ 都 2 ] | [ 港 1 ] |
| 2022年（令和04年） | 3,224  | 6,022 | 9,247  | [ JR 3 ] | [ 都 3 ] | [ 港 1 ] |
| 2023年（令和05年） | 3,836  | 7,274 | 11,110 | [ JR 4 ] |          |          |

## 車站周邊
泉岳寺站距離本站僅約300公尺，兩站之間沒有直接的連絡通道，須由地面道路轉乘。都營淺草線有定期券的連絡運輸。此外，配合周邊再開發，兩站將建設行人空橋與進行泉岳寺站月台拓寬工程。沿該站西側的国道15号線而行，可前往過去江戶往東海道的門關高輪大木戶。
- 泉岳寺
- 高野山東京別院（日语：高野山東京別院）
- 東禪寺
- 高輪神社（日语：高輪神社）
- 高輪皇族邸（日语：高輪皇族邸）（舊高松宮邸）
- 高輪大木戶
- 柴田錬三郎舊居
- 國道15號（第一京濱）
- 伊皿子坂（日语：伊皿子坂）
- 桂坂（日语：桂坂）
- 洞坂（日语：洞坂）
- 東海大學高輪校區
- 東海大學附屬高輪台高等學校、中等部（日语：東海大学付属高輪台高等学校・中等部）
- 明治學院大學白金校區
- 明治学院高等學校（日语：明治学院高等学校）
- 高輪中學校、高等學校（日语：高輪中学校・高等学校）
- 港區立高輪台小學校（日语：港区立高輪台小学校）
- 斯里蘭卡駐日大使館（日语：駐日スリランカ大使館）
- 烏茲別克駐日大使館（日语：駐日ウズベキスタン大使館）
- 衣索比亞駐日大使館（日语：駐日エチオピア大使館）
- 馬拉威駐日大使館（日语：駐日マラウイ大使館）
- NHK交響樂團本部
- 高輪警察署（日语：高輪警察署）
- 東京高輪 都城市酒店（日语：都シティ 東京高輪）
- 泉岳寺站前郵便局
- 高輪二郵便局
- 萬代南夢宮未來研究所

### 巴士路線
本站最近的巴士站是第一京濱與東京都道415號線上的「泉岳寺前」，及第一京濱上的「高輪北町」。以下路線由都營巴士營運。
- 反96：往六本木新城[84] / 往五反田站[84]、往品川車庫[84]
- 品97：往新宿站西口[84] - 同系統往品川站高輪口改經高輪警察署（日语：高輪警察署），不停泉岳寺前及高輪北町。

### 交通方式
從外部前往車站的方法是從高輪側的第一京濱（國道15號）泉岳寺交差點，沿著貫穿山手線、京濱東北線舊軌道的港區特別區道1號及193號（計畫階段與工程期間的替代道路為補助線街路第332號）前往。
此外，未來還規劃在東海道新幹線上增加通往芝浦港南側的行人專用天橋（新站東側連絡通路）。

## 再開發事業
本站西側的國道15號（第一京濱）是過去江戶府內往東海道的出入口高輪大木戶跡。今後，JR東日本將以「Global Gateway品川」的名義在周邊地區投入5000億日圓進行再開發。預定在2024年完成辦公、飯店、商業設施在內的7棟高層大樓。再開發計畫由JR東日本與都市再生機構（UR都市機構）合作進行。2018年8月，東日本旅客鐵道公布都市再生特別地區（品川站北周邊地區）都市計畫（草案）概要。第I期計畫範圍在東京都港區港南二丁目、芝浦四丁目、高輪二丁目及三田三丁目等地，區域面積約9.5公頃。田町至本站周邊將分成四個街區，預定工期從2019年度至2024年度。2020年4月3日，國土交通大臣核定都市計畫，工程動工。但是，為了保存在開發區內新發現的高輪築堤，將重新審查其中一棟再開發大樓的設計並進行計劃變更。

## 圖片
- 2018年4月
站房工程
- 2019年1月
同左
- 2019年4月
同左
- 2019年6月
同左
- 2019年8月
同左
- 2019年9月
同左

- 2020年3月
西北側（田町站側）
- 2020年3月
西南側（品川站側）
- 2020年3月
檢票口往二樓大廳
- 2020年3月
二樓大廳往1樓月台
- 2020年3月
山手線外回月台往二樓大廳

## 其他

### 高輪築堤
高輪築堤（日语：／）是日本第一條鐵路開通時（明治5年），當時擁有高輪周邊土地的兵部省因國防需求拒絕轉讓給鐵道局，大隈重信指示於海上鋪設鐵路，在英國技師埃德蒙·莫雷爾（Edmund Morel）指導下，於本芝 - 品川停車場（現田町站 - 品川站間）約2.7公里區間沿著當時海岸線建造的堤防。築堤利用了幕末建設台場的技術。石材也取自未完成的台場與高輪海岸石垣。因此，可以看到日本自有技術與西方近代技術的折衷，是世界罕見的海上鐵道遺跡。明治末期至昭和初期的填海造陸使得築堤難以確認實際位置，直至2019年4月本站西側周邊的再開發工程發掘出約1.3公里的高輪築堤遺跡。JR東日本與港區教育委員會合作進行高輪築堤的調査與研究，並計畫以部分保存及遷移保存的方式進行公開展示（2021年1月10日 - 1月12日採事前預約制現場參觀）。此外，在港區監督下，成立了由外部專家組成的「高輪築堤調査、保存等檢討委員會」，以進行調查。然而，JR東日本側擔心調査與保存將影響再開發計畫。對此，日本考古學協會表示，高輪築堤是日本第一條鐵道開通時所打造，為世界少見的海上堤防，小規模的部分保存將損害高輪築堤的意義，因此在2021年1月及同年3月向JR東日本與文化廳等要求現地全面保存。產業遺產學會及日本歷史學協會等20組以上團體也請求進行保存。負責對文化財的指定、保存、利用等事項進行調查和審議的文化審議會文化財分科會也將其認定為「日本近代化的重要遺跡」，向文化廳提出現地保存。文部科學相則表示將支援調查費用，並考慮指定為國家歷史遺跡。
接受各方意見的JR東日本在2021年3月23日表示，將對計畫中的四棟再開發大樓其中一棟的設計重新審查（3街區），並將部分築堤現地保存。設計變更相關費用估計約為300億至400億日圓左右。同年4月21日，JR東日本根據「高輪築堤調査、保存等檢討委員會」的報告內容，「第七橋梁」附近約80公尺（3街區）與公園鄰接部約40公尺（2街區）將現地保存，信號場舊址附近約30公尺（4街區）將搬遷保存，其他地區採記錄保存。同年5月17日開始進行拆除、記錄。
2021年8月23日，文化審議會向文部科學大臣提出以追加指定的形式，將橋梁部在內的兩處築堤約120公尺列入「舊新橋停車場跡」史蹟。同年9月17日公告正式成為史蹟（指定名稱為「舊新橋停車場跡及高輪築堤跡」）。
2022年2月22日，國際紀念物遺跡會議呼籲停止「挖掘、記錄、破壞的循環」，要求重新審查開發計畫。
大隈重信出身的佐賀縣投入了6900萬日元，在國史跡範圍外的部分取出約300個石塊，於佐賀縣立博物館（佐賀市）重現寬10公尺、深10公尺、高1.9公尺的石垣，並在2022年4月15日舉行揭幕式。該縣在2021年7月16日表示希望將部分遺跡遷至縣內，同年9月8日公布在佐賀縣立博物館完成部分遺跡的修復和保存（長10公尺、高1.5公尺）。同年4月17日，唐津市早稻田佐賀中學校、高等學校也將石垣兩顆石塊移到校內。

#### 第七橋梁
第七橋梁是從起點新橋數來第七座橋梁，位於本站北側。

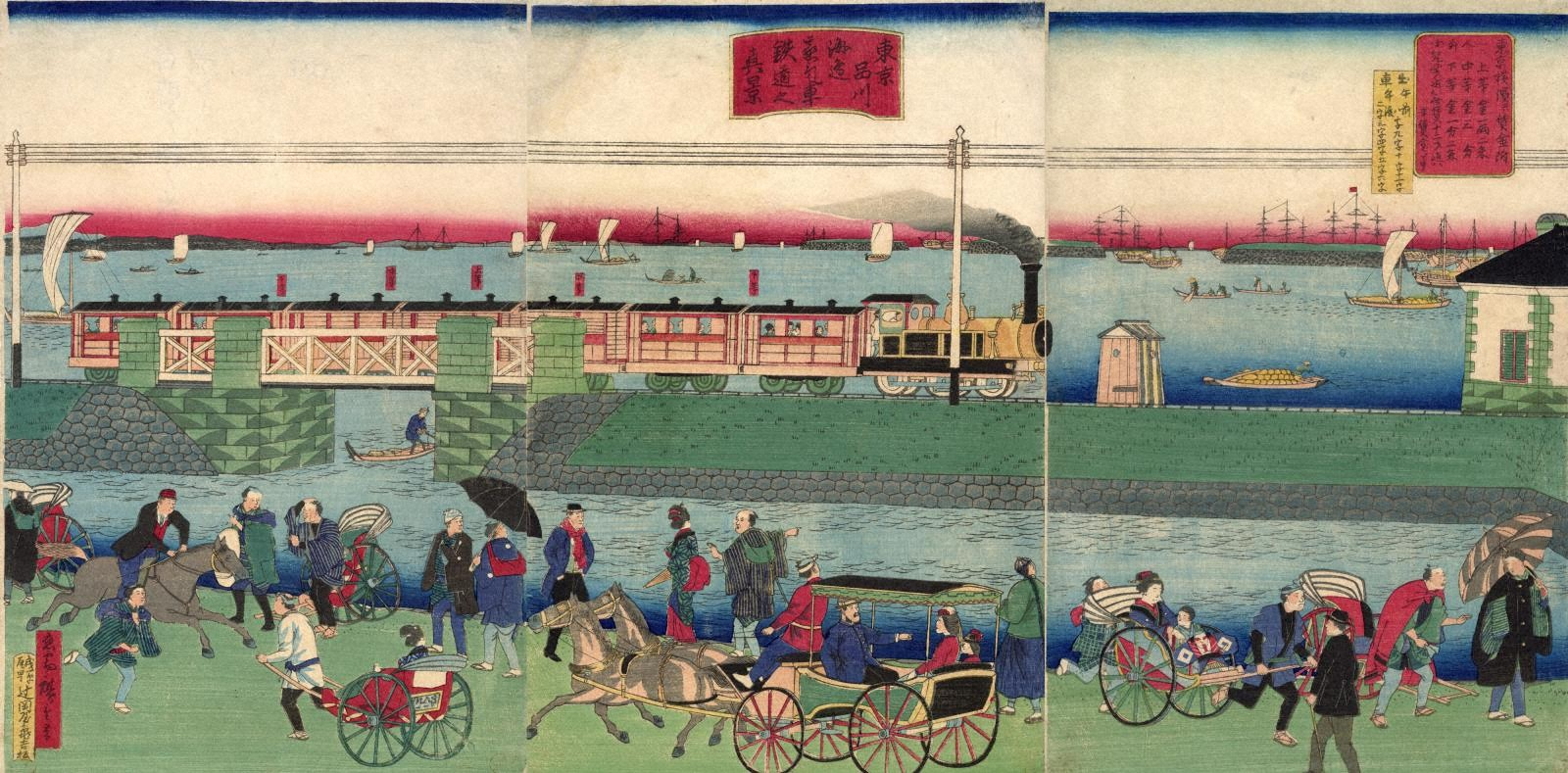
描繪高輪築堤的錦繪
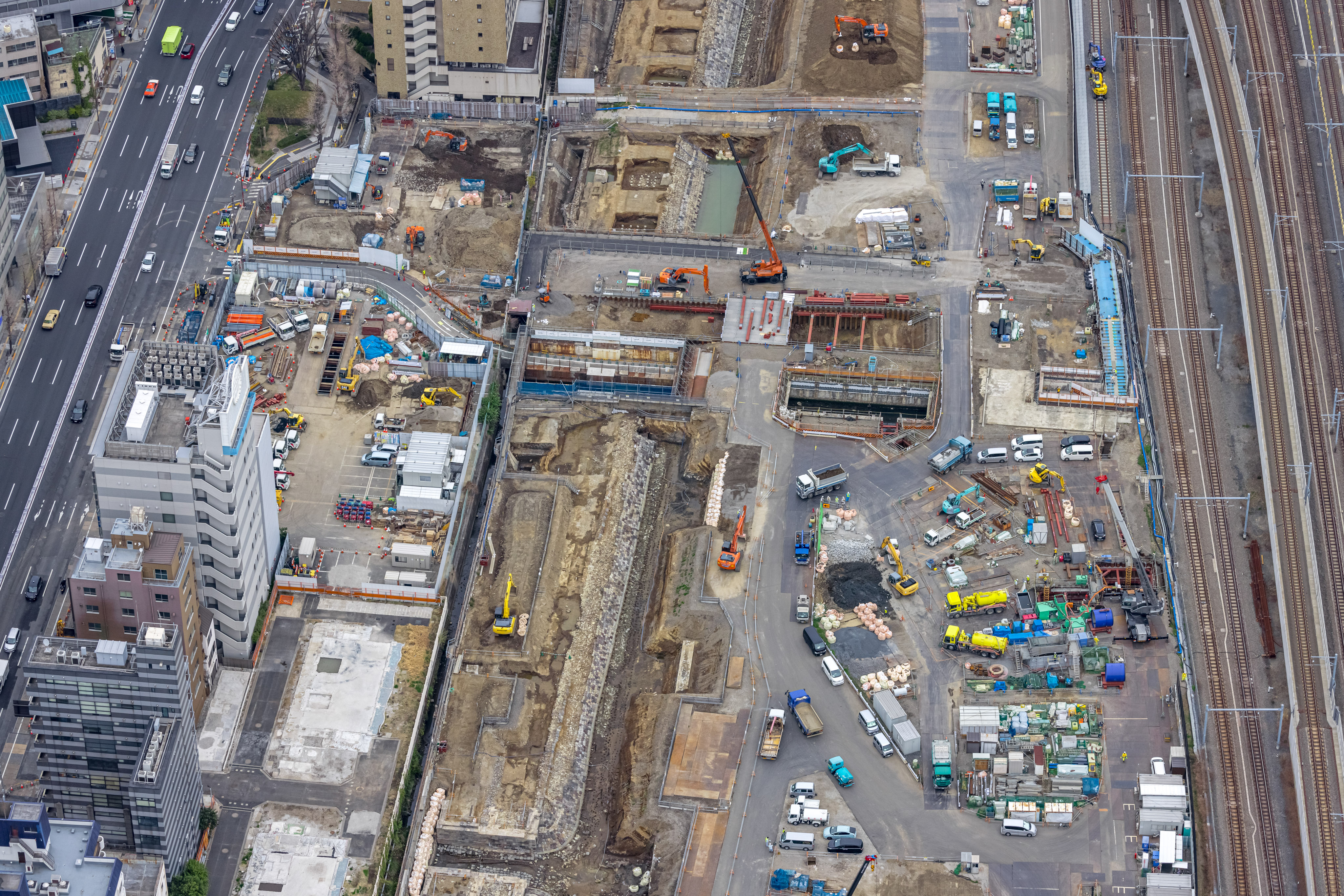
挖掘中的高輪築堤
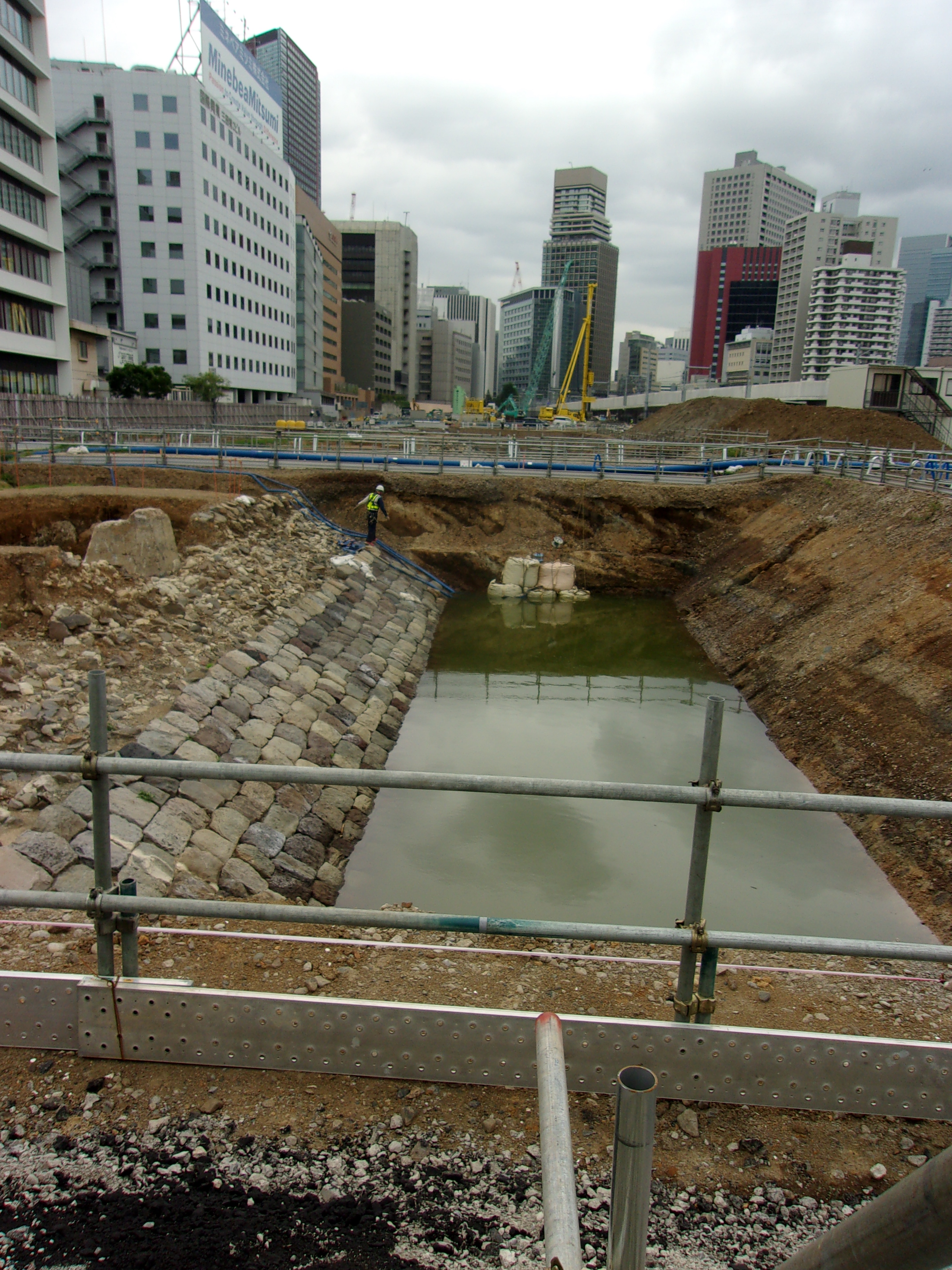
高輪築堤的砌體
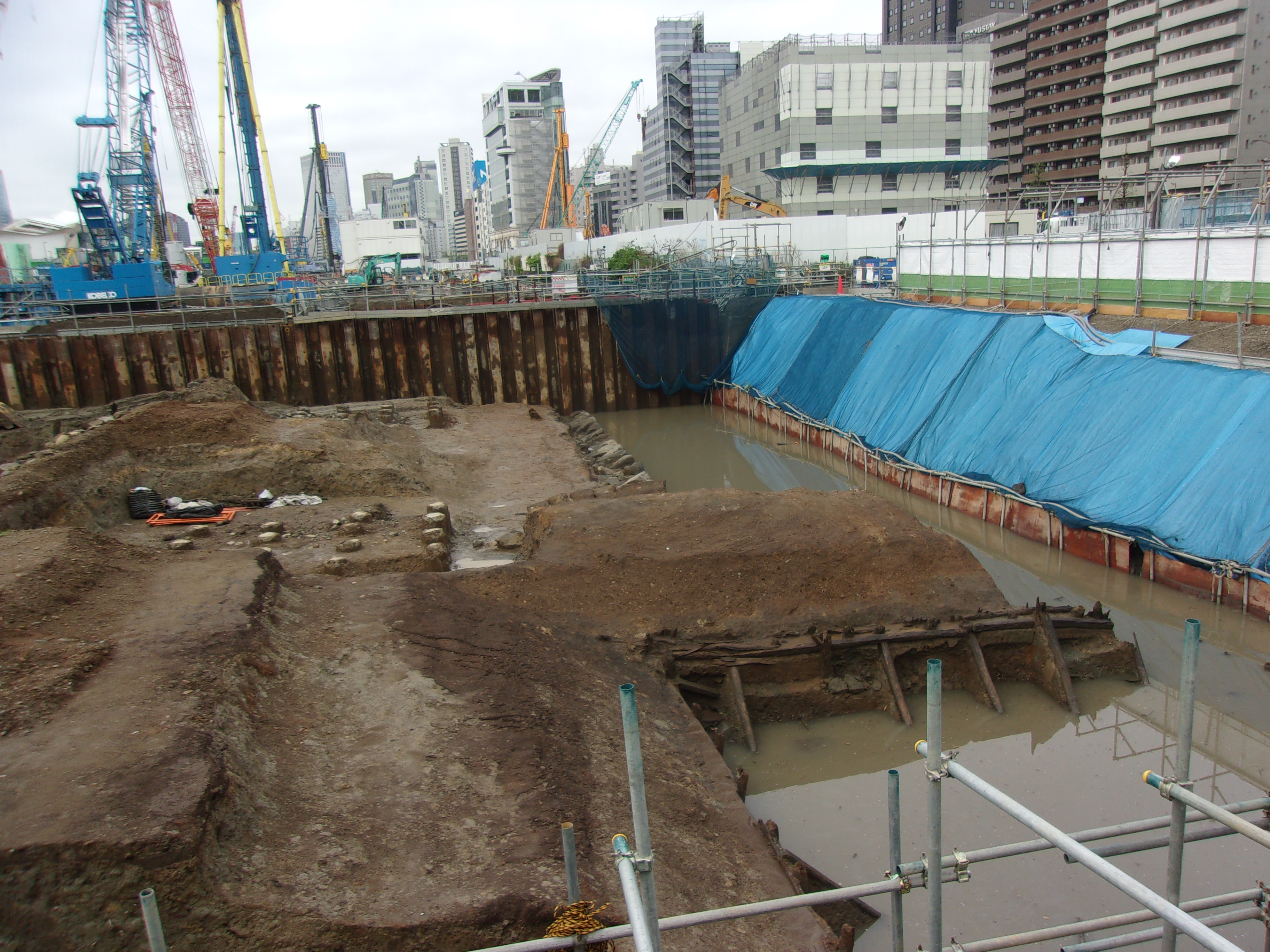
砌體下填埋時的木造擋土結構
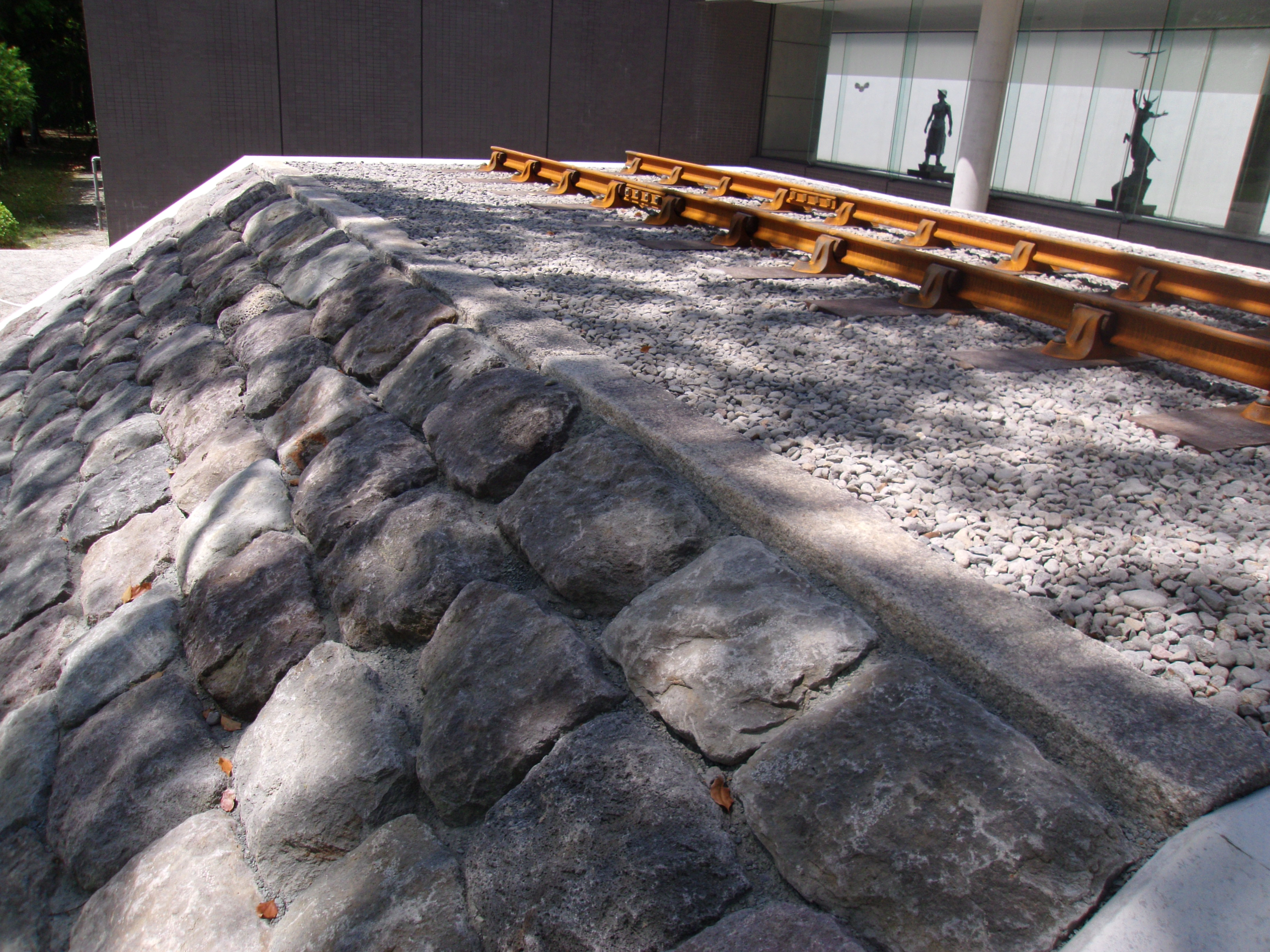
佐賀縣立博物館重現的高輪築堤

### 實證試驗、活動
- 本站從開業起，實施運用人工智慧（AI）機器人進行引導、可疑物檢查、站場清潔、移動引導和廣告宣傳的實證試驗[70]。
- 本站開業時舉行「Takanawa Gateway Fest」，在站前的特設會場設置可體驗未來的展館、運用最新影像技術的數位藝術博物館、日本首次亮相的戶外裝置藝術、個人移動載具試乘等[120]。展期為2020年7月14日 - 9月6日，採事前預約制[120][註 10]。
- 2020年7月起，為了在2024年街區正式開放時導入，進行使用機器人和個人移動載具的實證試驗。內容包括可處理消毒作業、搬運行李、送餐的機器人，以及站立式和輪椅式個人移動載具[80][123]。2020年12月起，引進遠距體驗分身機器人、擦窗清掃與協助運輸機器人、移動滑板車、步行支援動力服、非接觸電梯移動系統[124]。

- 2020年10月24日 - 25日舉辦「高輪Gateway站POKE MARCHE」，是結合新幹線貨物運輸與分身機器人購買體驗的次世代市集[125]。民眾可在JRE MALL事前預約購買（商品由新幹線運輸，於「高輪Gateway站POKE MARCHE」領取），或是直接到「高輪Gateway站POKE MARCHE」購買[125]。2020年12月4日 - 5日，配合前述的購買體驗，現場還有分身機器人進行輕食飲料配送、搬運協助、體溫檢查、告示等展示[124]。2021年1月9日 - 10日與2月6日，因疫情影響，僅提供新幹線運輸預約販售[126][127][註 11]。2021年3月13日，僅提供新幹線運輸預約販售[128]。
- 2020年12月1日 - 2021年1月31日，設置人工智慧（AI）非接觸型螢幕[129]，驗證不接觸螢幕的感應式與在畫面上移動手勢的鏡頭式兩種操作方式[129]。2020年12月中旬，部分票務由AI與站員進行合作試驗[129]。
- 2021年3月8日 - 3月14日，舉行開業1周年紀念活動「Playable Week」[128]。內容包括以LGBTQ為中心的人像攝影計畫「OUT IN JAPAN」攝影展、車站周邊的漫步活動、高輪Gateway POKE MARCHE、機器人展示、車站鋼琴[註 12]線上直播、永不枯萎花瓶的永續之樹[128]。

## 相鄰車站
東日本旅客鐵道（JR東日本）
 京濱東北線
田町（JK 22）－高輪Gateway（JK 21）－品川（JK 20）
 山手線
田町（JY 27）－高輪Gateway（JY 26）－品川（JY 25）